# König-Abdulaziz-Universität
Die König-Abd-al-Aziz-Universität (arabisch جامعة الملك عبد العزيز Dschamiat al-Malik Abd al-Aziz, DMG ǧāmiʿat al-malik ʿabd al-ʿazīz, englisch King Abdulaziz University - KAU) ist eine Universität in Saudi-Arabien. Sie wurde 1967 in Dschidda gegründet, damals schrieben sich 68 Studenten und 30 Studentinnen ein. Im Jahr 2004 gab es an der Universität insgesamt 49.139 Studierende, davon 26.528 männliche.
Inzwischen soll die Gesamtzahl der Studierenden bei 82.152 liegen (beide Geschlechter). Der Campus ist für Männer und Frauen getrennt. Namensgeber der Universität ist König Abd al-Aziz ibn Saud.

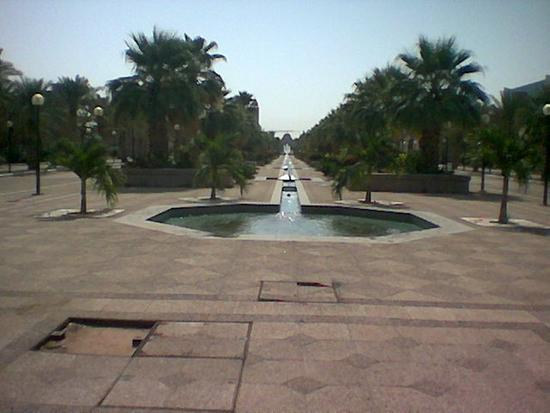
Platz auf dem Campus
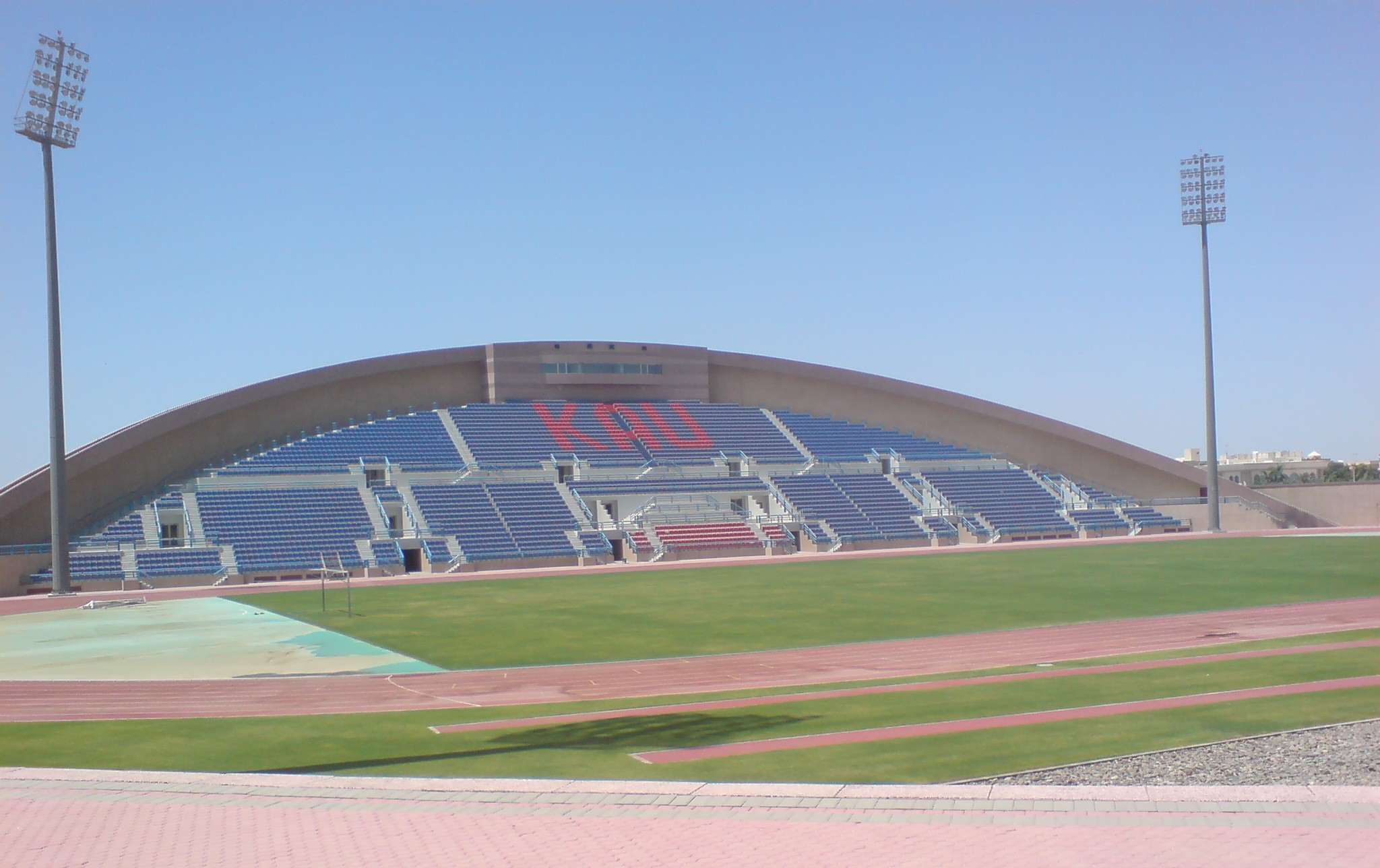
Das Prince Abdullah Al-Faisal Stadium auf dem Männer-Campus